# Czesław Hoc

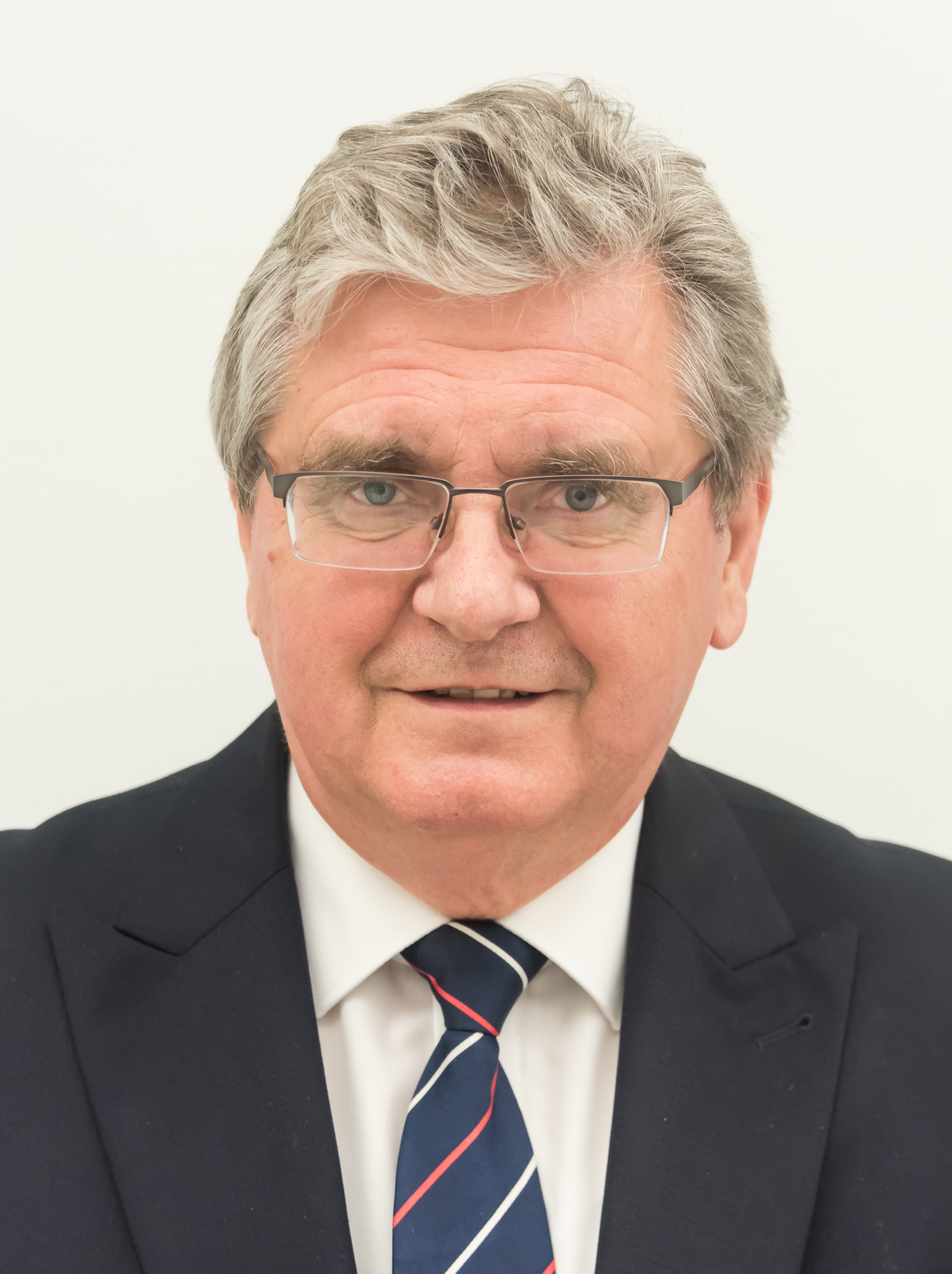
Czesław Hoc

Czesław Hoc (* 22. Februar 1954 in Jelenin) ist ein polnischer Arzt und Politiker (PiS). Von 2005 bis 2015 war er und erneut seit 2019 ist er Abgeordneter des Sejm in der V., VI., VII., VIII., IX. und X. Wahlperiode. Von 2015 bis 2019 gehörte er dem Europaparlament an.

## Leben und Beruf
1979 beendete Hoc das Studium der Medizin an der Pommerschen Medizinischen Universität Stettin. Er hat sich im Bereich Innere Medizin, Familienmedizin und Endokrinologie spezialisiert. Nach dem Studium arbeitete er bis 2005 in einer Praxisgemeinschaft in Kołobrzeg. 

## Politik
In den Jahren 1998 bis 2002 war Hoc Kreisrat des Powiat Kołobrzeski. Danach saß er bis 2005 im Sejmik der Woiwodschaft Westpommern. Bei der Parlamentswahl 2005 wurde er für den Wahlkreis Koszalin über die Liste der Prawo i Sprawiedliwość (PiS) in den Sejm gewählt. Von 2006 bis 2016 war er Vorsitzender der PiS im Bereich Koszalin. Bei der Parlamentswahl 2007 wurde er mit 18.309 Stimmen für die PiS als Abgeordneter bestätigt. Er ist Mitglied der Sejm-Kommission für Gesundheitspolitik. Auch bei den Parlamentswahlen 2011 und 2015 konnte er sein Mandat verteidigen. Bereits im November 2015 legte er jedoch sein Mandat nieder, da er in das Europaparlament nachgerückt war. Bei der folgenden Parlamentswahl 2019 kehrte er in den Sejm zurück. Auch Parlamentswahl 2023 wurde er wieder in den Sejm gewählt.
Bei den Europawahlen 2004, 2009 und 2014 kandidierte er jeweils erfolglos für die PiS. Er rückte jedoch 2015 für Marek Gróbarczyk, der zum Minister ernannt worden war, in das Europaparlament nach. Bei der Europawahl 2019 verpasste er erneut ein Mandat. Bei den Selbstverwaltungswahlen 2024 bewarb er sich um das Amt des Stadtpräsidenten von Kołobrzeg unterlag jedoch deutlich der Amtsinhaberin Anna Mieczkowska (PO).